# Jadur Sonam Sangpo
Jadur Sonam Sangpo (tibétain : བྱ་དུར་བསོད་ནམས་བཟང་པོ, Wylie : bya dur bsod nams bzang po), né le 28 septembre 1939 à Jadur au Tibet et mort le 28 septembre 2024 à Dolanji en Himachal Pradesh en Inde, est un homme politique tibétain. 

## Biographie
Jadur Sonam Sangpo est né le 28 septembre 1939 à Jadur, dans l'ouest du Tibet dans la famille du chef de Jadur, le Jadur Chikhyab tsang. Sonam Sangpo est scolarisé à l'âge de six ans au monastère de Jadur, y apprenant à lire et à écrire, avant de devenir trésorier du monastère. À l'âge de 14 ans, il rejoint en tant que moine le monastère de Séra à Lhassa. Après son exil en Inde en 1959, il est traducteur en hindi pour les ouvriers tibétains des constructions de routes dans les régions de Shimla et de Kullu.
En 1966, sous la direction du 33e menri-trizin, chef spirituel de la tradition Bön, Sonam Sangpo obtient des terres pour fonder la colonie Bön à Dolanji dont il est un fondateur en 1979.
Du 2 septembre 1982 au 28 mai 1996, Sonam Sangpo est député du Parlement tibétain en exil des 8e et 9e, 10e et 11e assemblées où il représente la tradition bön. Il est réélu à la 13e assemblée du 31 mai 2001 au 24 septembre 2001. Au cours de ses mandats, il est vice-président du Parlement de mai 1991 au 28 mai 1996 au cours de la 11e assemblée et du 1er juin 2001 au 24 septembre 2001, pendant la 13e assemblée, avant de démissionner pour devenir juge. Il est remplacé en tant que représentant de la tradition bön dans la 13e assemblée par Yungdrung Namgyal Gyaltsen.
Le 26 septembre 2001, Sonam Sangpo est nommé juge de la Commission suprême de justice tibétaine du gouvernement tibétain en exil, devenant plus tard juge en chef le 1er octobre 2002, fonction qu'il assure jusqu'à sa retraite le 28 septembre 2004. Il continue ensuite ses fonctions de vice-président de la Fondation tibétaine Bön en suivant les instructions du 33e menri-trizin.
Sonam Sangpo Jadur meurt le 28 septembre 2024 à Dolanji d'une longue maladie.

## Publications
En 1994, il publie en tibétain une histoire de l'agriculture tibétaine, comportant des références à la tradition bön. En 2013, ses mémoires en deux volumes sont publiées par l'Institut Amnye Machen, elles comprennent son expérience en tant que bönpo. 
- (bo) Bod-kyi Gna’-bo’i Zhing-’brog Lam-lugs, Phyi-dril Par-bskrun-khang, Department of International Relations, Dharamsala 1994
- (bo) Rang gi mi tsheʼi lo rgyus srong por brjod pa Bya-dur tshang thig, Amnye Machen Institute, Dharamsala 2013